# Gamla gubbar – nu ännu grinigare
Gamla gubbar – nu ännu grinigare (originaltitel: Grumpier Old Men) är en romantisk komedifilm från 1995, i regi av Howard Deutch.

## Om filmen
Gamla gubbar – nu ännu grinigare regisserades av Howard Deutch och är uppföljare till Griniga gamla gubbar. Filmmusiken skrevs av Alan Silvestri. Det blev den sista filmen som Burgess Meredith medverkade i. Filmen fick mestadels negativ kritik.

## Rollista
| Walter Matthau      | – Max Goldman                           |
| Jack Lemmon         | – John Gustafson Jr.                    |
| Ann-Margret         | – Ariel Truax Gustafson                 |
| Sophia Loren        | – Maria Sophia Coletta Raghetti Goldman |
| Ann Morgan Guilbert | – Francesca "Mama" Raghetti             |
| Burgess Meredith    | – John Gustafson Sr.                    |
| Daryl Hannah        | – Melanie Gustafson Goldman             |
| Kevin Pollak        | – Jacob Goldman                         |
| Katie Sagona        | – Allie (Melanies dotter)               |